# 여산 척화비
여산척화비는 전북특별자치도 익산시 여산면 여산리에 있다. 2002년 5월 30일 익산시의 향토유적 제7호로 지정되었다.

## 개요
대원군이 병인양요(1866)때 척화의지를 발표, 신미양요(1871) 이후 전국 각지에 척화비를 세웠다. 1882년 임오군란때 대원군의 실각으로 일본공사관의 요구로 모두 철거되었다가 1915년 이후 발견되고 있다. 여산척화비도 이러한 과정속에서 현존하는 것으로 판단되나 정확한 제작연대는 알 수 없다.